# Léon Bloy
Léon Bloy (Périgueux, 11 juli 1846 – Bourg-la-Reine, 3 november 1917) was een Frans schrijver, dichter en essayist die een grote invloed had op de jonge katholieke generatie van het interbellum.
In Frankrijk waren dat bijvoorbeeld de filosoof Jacques Maritain en diens vrouw Raïssa, de schrijver Joris-Karl Huysmans, de schilder Georges Rouault en in Nederland onder meer Pieter van der Meer de Walcheren, de peetoom van de schrijvers en dichters rond de bladen Roeping en De Gemeenschap. Bloy had een hartstochtelijk, compromisloos karakter. Hij kenmerkte zich door een hang naar het Absolute en trok voortdurend ten strijde tegen wat hij zag als het geestelijk verval van zijn tijd en sloeg daarbij een apocalyptische toon aan. Bloy stierf een jaar vóór het einde van de Eerste Wereldoorlog, maar hij voorzag een 'stormloop van kozakken' die de onmenselijke plaag van de Pruisen zouden bevrijden en dan de komst van de Heilige Geest.
In België zal het litteraire werk van Léon Bloy een grote invloed hebben op het oeuvre van de Elsense kunstschilder en "peintre maudit" Louis Baretta (1866-1928) waarvan een groot deel wordt bewaard in het stadhuis van Veurne (te bezichtigen op aanvraag). Tot deze collectie hoort o.a. een groot imaginair portret van Bloy waarvan het onderste gedeelte als een voorloper kan worden beschouwd van de latere "action painting". Kunstschilder Henry de Groux (1866-1930) die vooral bekendheid heeft verworven door zijn grafisch oeuvre en pastels (oorlogstaferelen, Wagner) behoorde tot de vriendenkring van de auteur waarmee hij wel het hartstochtelijke temperament deelde maar niet de thema's. Minder bekend is dat Bloy niet alleen een vastgeroest pamflettist was maar ook open stond voor nieuwe ideeën : hij is een van de eersten die Lautréamont (Les chants de Maldoror dat een inspiratiebron zal zijn voor de surrealisten) citeert en voor deze onorthodoxe auteur zijn waardering uitspreekt.
De Nijmeegse historicus L.J. Rogier noemt hem minder vleiend een vrome dronkaard. Hij is onder meer bekend geworden door zijn dagboeken en essays. Maar zijn bekendste werken zijn twee autobiografische romans: Le Désespéré (1887) en La Femme Pauvre (1897). La Femme Pauvre is als De Arme Vrouw vertaald door Willem ten Berge (Het Spectrum, Utrecht 1947). Aan het eind van deze roman, waarin hij als het ware alle ellendigheden van zichzelf in deze ene 'arme vrouw' componeert laat hij haar de gevleugelde woorden zeggen: Er bestaat slechts één grond tot droefheid - dat wij geen heiligen zijn.
Na jaren van vergetelheid worden de werken van Léon Bloy sinds de jaren 90 in Frankrijk weer herdrukt. In Le Monde van 4 augustus 2000 werd Bloy "de profeet van de eindtijd" genoemd. De Nederlandse auteur Robert Lemm positioneerde Léon Bloy in een apologetisch getoonzet pamflet Vloekgezant. Léon Bloy contra Friedrich Nietzsche (ISBN 90-5911-013-7) in 2002 als het contrast bij uitstek van Friedrich Nietzsche. Bloy had, net als Lemm trouwens, ook veel op met Mariaverschijningen, vooral die van Mélanie en Maximin, Onze Lieve Vrouw van La Salette (19 september 1846), bij Grenoble (Celle qui pleure, vertaald door Ton Kerssemakers als Zij die schreit (Uitgeverij Oisterwijk)).
- Bibsys: 90066401
- Biblioteca Nacional de España: XX857046
- Bibliothèque nationale de France: cb118924395 (data)
- Catàleg d'autoritats de noms i títols de Catalunya: 981058511459906706
- CiNii: DA01166472
- Gemeinsame Normdatei: 118511866
- International Standard Name Identifier: 0000 0001 2118 4433
- Library of Congress Control Number: n50009572
- Bibliotheek van het Japanse parlement: 00433589
- Nationale Bibliotheek van Tsjechië: jn19990000856
- Nationale bibliotheek van Australië: 35019600
- Nationale Bibliotheek van Israël: 987007258874605171
- Nationale en Universitaire bibliotheek Zagreb: 000139988
- Nederlandse Thesaurus van Auteursnamen: 06892206X
- Réseau des bibliothèques de Suisse occidentale: 02-A003015292
- Istituto Centrale per il Catalogo Unico: CFIV019378
- LIBRIS: 208792
- SNAC: w6xs60t5
- Système universitaire de documentation: 026733692
- Trove: 793915
- Virtual International Authority File: 4926903
- WorldCat: E39PBJtCFXvkRQ6qWXBWjWvT73